# Siwce (sielsowiet Dołhinów)
Siwce (biał. Сіўцы; ros. Сивцы) – wieś na Białorusi, w obwodzie mińskim, w rejonie wilejskim, w sielsowiecie Dołhinów.

## Historia
W czasach zaborów wieś w gminie Milcza, w powiecie borysowskim, w guberni wileńskiej Imperium Rosyjskiego.
W latach 1921–1945 wieś leżała w Polsce, w województwie wileńskim, w powiecie wilejskim, w gminie Dołhinów.
Według Powszechnego Spisu Ludności z 1921 roku zamieszkiwały tu 73 osoby, 18 było wyznania rzymskokatolickiego a 55 prawosławnego. Jednocześnie 6 mieszkańców zadeklarowało polską, 67 białoruską przynależność narodową. Było tu 14 budynków mieszkalnych. W 1931 w 18 domach zamieszkiwało 109 osób.
Wierni należeli do parafii rzymskokatolickiej w Dołhinowie i prawosławnej w Milczy. Miejscowość podlegała pod Sąd Grodzki w Krzywiczach i Okręgowy w Wilnie; właściwy urząd pocztowy mieścił się w Dołhinowie.
W wyniku napaści ZSRR na Polskę we wrześniu 1939 miejscowość znalazła się pod okupacją sowiecką. 2 listopada została włączona do Białoruskiej SRR. Od czerwca 1941 roku pod okupacją niemiecką. W 1944 miejscowość została ponownie zajęta przez wojska sowieckie i włączona do Białoruskiej SRR.
Do 1977 roku w sielsowiecie Milcza.
Od 1991 w składzie niepodległej Białorusi.